# El tercer gemelo
El tercer gemelo (1996) es una novela policíaco-científica del autor británico Ken Follett, desarrollada en torno a la investigación y experimentación genética.

## Argumento
Una joven científica, la doctora Jeannie Ferrami busca gemelos idénticos separados al nacer para estudiar sus genes y probar si la conducta criminal se hereda. Sus investigaciones se centran en la relación de la genética con la delincuencia y por ello está tratando de aislar la influencia de los genes en la personalidad en contraposición a la educación. Su interés en las tendencias criminales parece deberse a que su padre es un ladrón profesional que está cumpliendo una condena de quince años de prisión. 
Sus condiciones financieras también son tensas, lo que hace que deba llevar a su madre con Alzheimer a un asilo de ancianos, que es todo lo que ella y su hermana Patty pueden permitirse, cuando deberían ingresarla en un centro especializado en la enfermedad.
Durante la alarma surgida debido a la aparición de humo cuando Jeannie está jugando un partido de tenis, pierde la pista de su amiga Lisa Hoxton. La búsqueda por todo el edificio finaliza cuando la encuentra en una habitación trasera, tras haber sido violada por un hombre que llevaba una gorra roja de béisbol con la inscripción "Seguridad". 
La teniente Michelle Delaware les informa a la mañana siguiente que el incendio fue solamente un poco de humo provocado por el violador para crear la escena propicia para sus fines. El autor no era un oportunista, sino un planificador y un sociópata, un violador en serie.
De ahí que Jeannie se adentra en una lucha para averiguar la verdad. Todo ello aderezado con otros ingredientes como los frenazos que alguien intenta provocar a su investigación o las dudas sobre si son posibles en los Estados Unidos los experimentos secretos sobre clonación de seres humanos.
- Datos: Q1198477